# Großer Preis von Monaco 1981
Der Große Preis von Monaco 1981 (offiziell XXXIX Grand Prix Automobile de Monaco) fand am 31. Mai auf dem Circuit de Monaco in Monte Carlo statt und war das sechste Rennen der Formel-1-Weltmeisterschaft 1981.

## Berichte

### Hintergrund

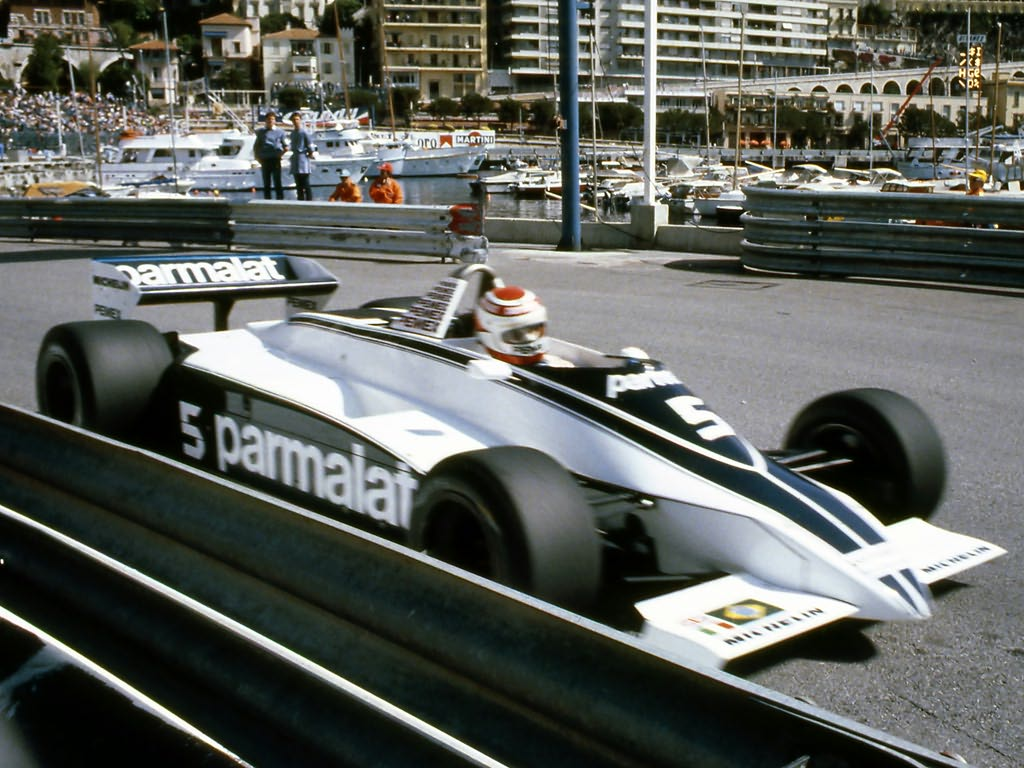
Nelson Piquet im Brabham BT49C

Für den sechsten WM-Lauf wurden beide McLaren-Werksfahrer mit dem neuen MP4/1 ausgestattet. Das Team Lotus setzte erstmals den neuen Lotus 87 ein. Ansonsten gab es keine Veränderungen im Vergleich zum Großen Preis von Belgien, der zwei Wochen zuvor stattgefunden hatte.

### Training
Da nur 20 Startplätze fürs Rennen erlaubt waren und am regulären Training maximal 26 Piloten teilnehmen durften, musste erstmals seit dem Großen Preis von Monaco 1979 eine Vorqualifikation ausgetragen werden, bei der die fünf langsamsten der neun teilnehmenden Fahrer der Teams ATS, Ensign, March, Osella, Theodore und Toleman vorzeitig ausschieden.
Nelson Piquet absolvierte im ersten der beiden regulären Qualifikationstrainings eine Bestzeit, die er fortan nicht mehr unterbieten konnte. Da auch keiner seiner Konkurrenten dies schaffte, belegte er die Pole-Position vor Gilles Villeneuve, der während des zweiten Qualifikationstrainings bis auf rund sieben Hundertstelsekunden an Piquets Bestzeit herankam. Nigel Mansell qualifizierte sich im neuen Lotus für den dritten Startplatz neben Carlos Reutemann. Riccardo Patrese und Elio de Angelis bildeten die dritte Startreihe.

### Rennen
In der engen Sainte Devote-Kurve nach dem Start kollidierten Andrea de Cesaris und Mario Andretti. An der Spitze blieb die Rangfolge zunächst unverändert im Vergleich zur Startaufstellung, bis Mansell in Runde 15 aufgrund eines Aufhängungsschadens zurückfiel und Reutemann wegen Getriebeproblemen einen Boxenstopp einlegen musste, der ihn bis ans Ende des Feldes zurückwarf. Dies brachte Alan Jones auf den dritten Rang. In der 20. Runde überholte er Villeneuve und übte fortan Druck auf den Führenden Piquet aus.
In der 53. Runde machte Piquet beim Überrunden einiger Nachzügler einen Fahrfehler und prallte in die Streckenbegrenzung. Jones übernahm dadurch die Führung. Ungefährdet an der Spitze liegend, musste er in Runde 67 aufgrund eines Problems mit der Benzinzufuhr die Box ansteuern. Villeneuve konnte dadurch aufholen, den Australier schließlich in der 72. Runde überholen und somit den ersten Ferrari-Sieg seit seinem Erfolg beim Großen Preis der USA Ost 1979 sicherstellen. Jones und Jacques Laffite komplettierten das Podium während Didier Pironi, Eddie Cheever und Marc Surer die restlichen Punkteplatzierungen belegten. Patrick Tambay ging als Siebter und letzter Fahrer in die Wertung ein.
In der Fahrerwertung blieb Reutemann in Führung, dahinter überholte Jones Piquet. In der Konstrukteurswertung blieben die ersten beiden Positionen unverändert, Ferrari neuer Dritter.

## Meldeliste
| Team                           | Nr. | Fahrer                | Chassis         | Motor                    | Reifen |
| ------------------------------ | --- | --------------------- | --------------- | ------------------------ | ------ |
| Albilad-Williams Racing Team   | 01  | Alan Jones            | Williams FW07C  | Ford Cosworth DFV 3.0 V8 | M      |
| Albilad-Williams Racing Team   | 02  | Carlos Reutemann      | Williams FW07C  | Ford Cosworth DFV 3.0 V8 | M      |
| Tyrrell Racing Team            | 03  | Eddie Cheever         | Tyrrell 010     | Ford Cosworth DFV 3.0 V8 | M      |
| Tyrrell Racing Team            | 04  | Michele Alboreto      | Tyrrell 010     | Ford Cosworth DFV 3.0 V8 | M      |
| Parmalat Racing Team           | 05  | Nelson Piquet         | Brabham BT49C   | Ford Cosworth DFV 3.0 V8 | M      |
| Parmalat Racing Team           | 06  | Héctor Rebaque        | Brabham BT49C   | Ford Cosworth DFV 3.0 V8 | M      |
| Marlboro McLaren International | 07  | John Watson           | McLaren MP4/1   | Ford Cosworth DFV 3.0 V8 | M      |
| Marlboro McLaren International | 08  | Andrea de Cesaris     | McLaren MP4/1   | Ford Cosworth DFV 3.0 V8 | M      |
| Team ATS                       | 09  | Slim Borgudd          | ATS D5          | Ford Cosworth DFV 3.0 V8 | M      |
| Team Essex Lotus               | 11  | Elio de Angelis       | Lotus 87        | Ford Cosworth DFV 3.0 V8 | M      |
| Team Essex Lotus               | 12  | Nigel Mansell         | Lotus 87        | Ford Cosworth DFV 3.0 V8 | M      |
| Ensign Racing                  | 14  | Marc Surer            | Ensign N180B    | Ford Cosworth DFV 3.0 V8 | M      |
| Équipe Renault Elf             | 15  | Alain Prost           | Renault RE30    | Renault EF1 1.5 V6t      | M      |
| Équipe Renault Elf             | 16  | René Arnoux           | Renault RE20B   | Renault EF1 1.5 V6t      | M      |
| March Grand Prix Team          | 17  | Eliseo Salazar        | March 811       | Ford Cosworth DFV 3.0 V8 | M      |
| March Grand Prix Team          | 18  | Derek Daly            | March 811       | Ford Cosworth DFV 3.0 V8 | M      |
| Fittipaldi Automotive          | 20  | Keke Rosberg          | Fittipaldi F8C  | Ford Cosworth DFV 3.0 V8 | A      |
| Fittipaldi Automotive          | 21  | Chico Serra           | Fittipaldi F8C  | Ford Cosworth DFV 3.0 V8 | A      |
| Marlboro Team Alfa Romeo       | 22  | Mario Andretti        | Alfa Romeo 179C | Alfa Romeo 1260 3.0 V12  | M      |
| Marlboro Team Alfa Romeo       | 23  | Bruno Giacomelli      | Alfa Romeo 179C | Alfa Romeo 1260 3.0 V12  | M      |
| Équipe Talbot Gitanes          | 25  | Jean-Pierre Jabouille | Ligier JS17     | Matra MS81 3.0 V12       | M      |
| Équipe Talbot Gitanes          | 26  | Jacques Laffite       | Ligier JS17     | Matra MS81 3.0 V12       | M      |
| Scuderia Ferrari SpA SEFAC     | 27  | Gilles Villeneuve     | Ferrari 126CK   | Ferrari 021 1.5 V6t      | M      |
| Scuderia Ferrari SpA SEFAC     | 28  | Didier Pironi         | Ferrari 126CK   | Ferrari 021 1.5 V6t      | M      |
| Ragno Arrows Beta Racing Team  | 29  | Riccardo Patrese      | Arrows A3B      | Ford Cosworth DFV 3.0 V8 | M      |
| Ragno Arrows Beta Racing Team  | 30  | Siegfried Stohr       | Arrows A3B      | Ford Cosworth DFV 3.0 V8 | M      |
| Osella Squadra Corse           | 31  | Beppe Gabbiani        | Osella FA1B     | Ford Cosworth DFV 3.0 V8 | M      |
| Osella Squadra Corse           | 32  | Piercarlo Ghinzani    | Osella FA1B     | Ford Cosworth DFV 3.0 V8 | M      |
| Theodore Racing Team           | 33  | Patrick Tambay        | Theodore TY01   | Ford Cosworth DFV 3.0 V8 | M      |
| Candy Toleman Motorsport       | 35  | Brian Henton          | Toleman TG181   | Hart 415T 1.5 L4t        | P      |
| Candy Toleman Motorsport       | 36  | Derek Warwick         | Toleman TG181   | Hart 415T 1.5 L4t        | P      |

## Klassifikationen

### Qualifying
| Pos. | Fahrer                | Konstrukteur    | Vorqualifikation | Vorqualifikation  | Qualifikationstraining 1 | Qualifikationstraining 1 | Qualifikationstraining 2 | Qualifikationstraining 2 | Start |
| Pos. | Fahrer                | Konstrukteur    | Zeit             | Ø-Geschwindigkeit | Zeit                     | Ø-Geschwindigkeit        | Zeit                     | Ø-Geschwindigkeit        | Start |
| ---- | --------------------- | --------------- | ---------------- | ----------------- | ------------------------ | ------------------------ | ------------------------ | ------------------------ | ----- |
| 01   | Nelson Piquet         | Brabham-Ford    | –                | –                 | 1:25,710                 | 139,111 km/h             | 1:28,667                 | 134,472 km/h             | 01    |
| 02   | Gilles Villeneuve     | Ferrari         | –                | –                 | 1:26,891                 | 137,220 km/h             | 1:25,788                 | 138,984 km/h             | 02    |
| 03   | Nigel Mansell         | Lotus-Ford      | –                | –                 | 1:27,174                 | 136,775 km/h             | 1:25,815                 | 138,941 km/h             | 03    |
| 04   | Carlos Reutemann      | Williams-Ford   | –                | –                 | 1:27,643                 | 136,043 km/h             | 1:26,010                 | 138,626 km/h             | 04    |
| 05   | Riccardo Patrese      | Arrows-Ford     | –                | –                 | 1:27,447                 | 136,348 km/h             | 1:26,040                 | 138,577 km/h             | 05    |
| 06   | Elio de Angelis       | Lotus-Ford      | –                | –                 | 1:28,381                 | 134,907 km/h             | 1:26,259                 | 138,226 km/h             | 06    |
| 07   | Alan Jones            | Williams-Ford   | –                | –                 | 1:26,938                 | 137,146 km/h             | 1:26,538                 | 137,780 km/h             | 07    |
| 08   | Jacques Laffite       | Ligier-Matra    | –                | –                 | 1:27,468                 | 136,315 km/h             | 1:26,704                 | 137,516 km/h             | 08    |
| 09   | Alain Prost           | Renault         | –                | –                 | 1:27,623                 | 136,074 km/h             | 1:26,953                 | 137,122 km/h             | 09    |
| 10   | John Watson           | McLaren-Ford    | –                | –                 | 1:28,137                 | 135,280 km/h             | 1:27,058                 | 136,957 km/h             | 10    |
| 11   | Andrea de Cesaris     | McLaren-Ford    | –                | –                 | 1:28,966                 | 134,020 km/h             | 1:27,122                 | 136,856 km/h             | 11    |
| 12   | Mario Andretti        | Alfa Romeo      | –                | –                 | 1:27,512                 | 136,246 km/h             | 1:28,162                 | 135,242 km/h             | 12    |
| 13   | René Arnoux           | Renault         | –                | –                 | 1:28,613                 | 134,554 km/h             | 1:27,513                 | 136,245 km/h             | 13    |
| 14   | Siegfried Stohr       | Arrows-Ford     | –                | –                 | 1:29,789                 | 132,791 km/h             | 1:27,564                 | 136,166 km/h             | 14    |
| 15   | Eddie Cheever         | Tyrrell-Ford    | –                | –                 | 1:29,282                 | 133,545 km/h             | 1:27,594                 | 136,119 km/h             | 15    |
| 16   | Patrick Tambay        | Theodore-Ford   | 1:30,492         | 131,760 km/h      | 1:28,897                 | 134,124 km/h             | 1:27,939                 | 135,585 km/h             | 16    |
| 17   | Didier Pironi         | Ferrari         | –                | –                 | 1:29,150                 | 133,743 km/h             | 1:28,266                 | 135,083 km/h             | 17    |
| 18   | Bruno Giacomelli      | Alfa Romeo      | –                | –                 | 1:28,335                 | 134,977 km/h             | 1:28,323                 | 134,995 km/h             | 18    |
| 19   | Marc Surer            | Ensign-Ford     | 1:31,249         | 130,667 km/h      | 1:29,611                 | 133,055 km/h             | 1:28,339                 | 134,971 km/h             | 19    |
| 20   | Michele Alboreto      | Tyrrell-Ford    | –                | –                 | 1:30,699                 | 131,459 km/h             | 1:28,358                 | 134,942 km/h             | 20    |
| DNQ  | Keke Rosberg          | Fittipaldi-Ford | –                | –                 | 1:29,924                 | 132,592 km/h             | 1:28,436                 | 134,823 km/h             | –     |
| DNQ  | Jean-Pierre Jabouille | Ligier-Matra    | –                | –                 | 1:29,752                 | 132,846 km/h             | 1:28,841                 | 134,208 km/h             | –     |
| DNQ  | Héctor Rebaque        | Brabham-Ford    | –                | –                 | 1:29,188                 | 133,686 km/h             | 1:29,256                 | 133,584 km/h             | –     |
| DNQ  | Chico Serra           | Fittipaldi-Ford | –                | –                 | 1:32,109                 | 129,447 km/h             | 1:29,434                 | 133,318 km/h             | –     |
| DNQ  | Piercarlo Ghinzani    | Osella-Ford     | 1:33,189         | 127,946 km/h      | keine Zeit               | –                        | 1:29,649                 | 132,999 km/h             | –     |
| DNQ  | Beppe Gabbiani        | Osella-Ford     | 1:32,704         | 128,616 km/h      | 1:30,983                 | 131,049 km/h             | 1:29,795                 | 132,782 km/h             | –     |
| DNPQ | Slim Borgudd          | ATS-Ford        | 1:33,285         | 127,815 km/h      | –                        | –                        | –                        | –                        | –     |
| DNPQ | Derek Daly            | March-Ford      | 1:33,800         | 127,113 km/h      | –                        | –                        | –                        | –                        | –     |
| DNPQ | Eliseo Salazar        | March-Ford      | 1:35,249         | 125,179 km/h      | –                        | –                        | –                        | –                        | –     |
| DNPQ | Brian Henton          | Toleman-Hart    | 1:37,528         | 122,254 km/h      | –                        | –                        | –                        | –                        | –     |
| DNPQ | Derek Warwick         | Toleman-Hart    | 1:41,966         | 116,933 km/h      | –                        | –                        | –                        | –                        | –     |

### Rennen
| Pos. | Fahrer            | Konstrukteur  | Runden | Stopps | Zeit       | Start | Schnellste Runde |
| ---- | ----------------- | ------------- | ------ | ------ | ---------- | ----- | ---------------- |
| 01   | Gilles Villeneuve | Ferrari       | 76     | 0      | 1:54:23,38 | 02    | 1:29,00          |
| 02   | Alan Jones        | Williams-Ford | 76     | 1      | + 39,91    | 07    | 1:27,47 (48.)    |
| 03   | Jacques Laffite   | Ligier-Matra  | 76     | 0      | + 1:29,24  | 08    | 1:29,40          |
| 04   | Didier Pironi     | Ferrari       | 75     | 0      | + 1 Runde  | 17    | 1:29,61          |
| 05   | Eddie Cheever     | Tyrrell-Ford  | 74     | 0      | + 2 Runden | 15    | 1:30,55          |
| 06   | Marc Surer        | Ensign-Ford   | 74     | 1      | + 2 Runden | 19    | 1:30,77          |
| 07   | Patrick Tambay    | Theodore-Ford | 72     | 0      | + 4 Runden | 16    | 1:30,92          |
| –    | Nelson Piquet     | Brabham-Ford  | 53     | 0      | DNF        | 01    | 1:28,04          |
| –    | John Watson       | McLaren-Ford  | 53     | 0      | DNF        | 10    | 1:29,23          |
| –    | Michele Alboreto  | Tyrrell-Ford  | 50     | 0      | DNF        | 20    | 1:30,36          |
| –    | Bruno Giacomelli  | Alfa Romeo    | 50     | 0      | DNF        | 18    | 1:29,82          |
| –    | Alain Prost       | Renault       | 45     | 0      | DNF        | 09    | 1:29,90          |
| –    | Carlos Reutemann  | Williams-Ford | 34     | 1      | DNF        | 04    | 1:28,76          |
| –    | Elio de Angelis   | Lotus-Ford    | 32     | 0      | DNF        | 06    | 1:29,52          |
| –    | René Arnoux       | Renault       | 32     | 0      | DNF        | 13    | 1:29,74          |
| –    | Riccardo Patrese  | Arrows-Ford   | 29     | 0      | DNF        | 05    | 1:29,01          |
| –    | Nigel Mansell     | Lotus-Ford    | 16     | 1      | DNF        | 03    | 1:29,52          |
| –    | Siegfried Stohr   | Arrows-Ford   | 15     | 4      | DNF        | 14    | 1:31,72          |
| –    | Andrea de Cesaris | McLaren-Ford  | 0      | 0      | DNF        | 11    | –                |
| –    | Mario Andretti    | Alfa Romeo    | 0      | 0      | DNF        | 12    | –                |

## WM-Stände nach dem Rennen
Die ersten sechs des Rennens bekamen 9, 6, 4, 3, 2 bzw. 1 Punkt(e). In der Fahrerwertung wurden die besten elf Resultate, in der Konstrukteurswertung alle Resultate gewertet.

### Fahrerwertung
| Pos. | Fahrer            | Konstrukteur  | Punkte |
| ---- | ----------------- | ------------- | ------ |
| 01   | Carlos Reutemann  | Williams-Ford | 34     |
| 02   | Alan Jones        | Williams-Ford | 24     |
| 03   | Nelson Piquet     | Brabham-Ford  | 22     |
| 04   | Gilles Villeneuve | Ferrari       | 12     |
| 05   | Jacques Laffite   | Ligier-Matra  | 11     |
| 06   | Riccardo Patrese  | Arrows-Ford   | 10     |
| 07   | Didier Pironi     | Ferrari       | 5      |
| 08   | Eddie Cheever     | Tyrrell-Ford  | 5      |
| 09   | Elio de Angelis   | Lotus-Ford    | 5      |
| 10   | Marc Surer        | Ensign-Ford   | 4      |
| 11   | Alain Prost       | Renault       | 4      |
| 12   | Nigel Mansell     | Lotus-Ford    | 4      |
| 13   | Mario Andretti    | Alfa Romeo    | 3      |
| 14   | Héctor Rebaque    | Brabham-Ford  | 3      |
| 15   | René Arnoux       | Renault       | 2      |
| 16   | Patrick Tambay    | Theodore-Ford | 1      |

| Pos. | Fahrer                | Konstrukteur    | Punkte |
| ---- | --------------------- | --------------- | ------ |
| 17   | Andrea de Cesaris     | McLaren-Ford    | 1      |
| 18   | John Watson           | McLaren-Ford    | 0      |
| 19   | Chico Serra           | Fittipaldi-Ford | 0      |
| 20   | Jean-Pierre Jarier    | Ligier-Matra    | 0      |
| 21   | Bruno Giacomelli      | Alfa Romeo      | 0      |
| 22   | Keke Rosberg          | Fittipaldi-Ford | 0      |
| 23   | Siegfried Stohr       | Arrows-Ford     | 0      |
| 24   | Jan Lammers           | ATS-Ford        | 0      |
| 25   | Michele Alboreto      | Tyrrell-Ford    | 0      |
| 26   | Slim Borgudd          | ATS-Ford        | 0      |
| 27   | Ricardo Zunino        | Tyrrell-Ford    | 0      |
| 28   | Piercarlo Ghinzani    | Osella-Ford     | 0      |
| –    | Beppe Gabbiani        | Osella-Ford     | 0      |
| –    | Jean-Pierre Jabouille | Ligier-Matra    | 0      |
| –    | Eliseo Salazar        | March-Ford      | 0      |
| –    | Miguel Ángel Guerra   | Osella-Ford     | 0      |

### Konstrukteurswertung
| Pos. | Konstrukteur  | Punkte |
| ---- | ------------- | ------ |
| 01   | Williams-Ford | 58     |
| 02   | Brabham-Ford  | 25     |
| 03   | Ferrari       | 17     |
| 04   | Ligier-Matra  | 11     |
| 05   | Arrows-Ford   | 10     |
| 06   | Lotus-Ford    | 9      |
| 07   | Renault       | 6      |
| 08   | Tyrrell-Ford  | 5      |

| Pos. | Konstrukteur    | Punkte |
| ---- | --------------- | ------ |
| 09   | Ensign-Ford     | 4      |
| 10   | Alfa Romeo      | 3      |
| 11   | Theodore-Ford   | 1      |
| 12   | McLaren-Ford    | 1      |
| 13   | Fittipaldi-Ford | 0      |
| 14   | ATS-Ford        | 0      |
| 15   | Osella-Ford     | 0      |
| –    | March-Ford      | 0      |